# Mauro (brazylijski piłkarz)
Mauro Sérgio da Silva (ur. 24 lipca 1978) – brazylijski piłkarz grający na pozycji obrońcy.

## Życiorys
Swoją karierę piłkarską rozpoczynał w Brazylii w 1995 roku, gdzie grał w América FC (Belo Horizonte), Ponte Preta Campinas. W sezonie 1997/1998 występował w ŁKS-ie Łódź. W jego barwach 15 października 1997 roku w meczu ze Stomilem Olsztyn zadebiutował w lidze polskiej. ŁKS zdobył w tym sezonie tytuł mistrza kraju. W kolejnych rozgrywkach Brazylijczyk nie znalazł miejsca w składzie i został wypożyczony do Polonii Gdańsk. W Polsce występował także w Piotrcovii Piotrków Trybunalski i Świcie Nowy Dwór Mazowiecki. W 2003 roku zaczął występować w drugiej lidze w Pogoni Szczecin. W sezonie 2004/2005 wrócił na pierwszoligowe boiska, zaliczając 4 występy w lidze polskiej i dwa występy w Pucharze Polski. Zakończył karierę w 2006 w indonezyjskim PSM Makassar. Znany jest pod pseudonimami Mauro i Marinho.